# سوني بلوخ
سوني بلوخ (بالإنجليزية: Sonny Bloch)‏ هو مقدم برامج إذاعية أمريكي، ولد في 1 مارس 1937، وتوفي في 10 مارس 1998.